# Жозе Фреш
Жозе Фреш (на френски: José Frèches) е френски историк и писател на произведения в жанра исторически роман за историята на Китай и документалистика за историята на изкуството.

## Биография и творчество
Жозе Фреше роден на 25 юни 1950 г. в Дакс, Ланд, Франция. Баща му е университетски преподавател, поради което в ранната си младост най-често живее предимно в чужбина. През 1967 г. започва да следва история на изкуството в Екс ан Прованс, където е впечатлен от изкуството на Китай.
През 1970 г. е отличен в конкурса за куратор на музеи във Франция. Става първият уредник на китайската секция в музея „Гиме“ в Париж. След това работи в Лувъра, музея в Гренобъл и Инспектората на провинциалните музеи. След военната си служба работи в Националното училище по администрация, а от 1978 г. е съветник в Сметната палата.
След това става заместник-директор по комуникациите за Париж при Жак Ширак, като в тази си дейност създава Видеотеката на Париж и дава началото на кабелната телевизия. В периода 1986 – 1988 г. е съветник в кабинета на министър-председателя Жак Ширак, отговаряйки за аудиовизуалното представяне и пресата, и за приватизацията на TF1. В периода 1988 – 1990 г. е директор в Canal +, а после работи към фармацевтичната група лаборатории „Пиер Фабр“. В периода 1998 – 2000 г. е главен изпълнителен директор на прес групата „Midi Libre“.
През 2007 г. се включва в предизборния екип на Никола Саркози за президентските избори, като отговарящ за комуникацията и редактиране на уебсайта на кампанията. През 2014 г. се включва в екипа на Ален Жюпе и го подкрепя за президентските избори през 2017 г.
Заедно с работата си пише произведения свързани с историята и изкуството на Франция. В началото на 20-век започва основно да прави изследвания на историята и изкуството на Китай и Югоизточна Азия. Започва да пише романи, които са свързани с историята на древен Китай.
Първият му роман „Небесните коне“ от поредицата „Нефритеният диск“ е издаден през 2005 г. Поредицата се отнася за периода на воюващите държави в разединения Китай, и описва борбите между Царството на Цин и другите царства, довело до обединението на Китай и първия император на Китай – Цин Шъхуан.
Втората му трилогия „Императрицата на коприната“ е за периода в средновековен Китай в края на 7 век по време на династията Тан. Историята е за император Гаозонг и неговата красива и амбициозна съпруга Ву Зетян, която след смъртта му става владетел на страната и първата жена император в историята на Китай.
Третата му поредица „Империята на сълзите“ е за периода в средата на 19 век в Китай, по времето на Първата и Втората опиумна война, когато династията Цин се бори да оцелее, на бавно се разпада.
Той е автор и на измислена биография на Буда в романа „Аз, Буда“ от 2004 г., а през 2013 г. публикува книга за живота на Конфуций.
През 2005 г. инициира провеждането на Международното биенале на китайското съвременно изкуство в Монпелие. Член на Художествения съвет на Националната музейна група. Директор е на галерия за изкуства и антики в Гар.
Жозе Фреш живее в Париж (Монмартър).и в Ланд.

## Произведения

### Самостоятелни романи
- Moi, Bouddha (2004)
- Le Centre d'appel (2006)

### Серия „Нефритеният диск“ (Le Disque de jade)
1. Les Chevaux célestes (2002)
Небесните коне, изд.: ИК „Изток-Запад“, София (2005), прев. Мая Миланова
2. Poisson d’or (2002)
Златна риба, изд.: ИК „Изток-Запад“, София (2005), прев. Мая Миланова
3. Les Îles immortelles (2003)
Островите на безсмъртието, изд.: ИК „Изток-Запад“, София (2005), прев. Мая Миланова

### Серия „Императрицата на коприната“ (L'impératrice de la soie)
1. Le Toit du monde (2003)
2. Les Yeux de Bouddha (2004)
3. L'Usurpatrice (2004)

### Серия „Империята на сълзите“ (L'Empire des larmes)
1. La Guerre de l’opium (2006)
2. Le Sac du palais d’Été (2006)

### Документалистика
- La Sinologie, Presses universitaires de France (1975)
- Les Musées de France: gestion et mise en valeur (1980)
- L’ENA: voyage au centre de l’État (1981)
- La France socialiste (1983)
- Le Coût d’État permanent (1984)
- La Télévision par câble (1985)
- La Guerre des images (1985)
- Modernissimots: le dictionnaire du temps présent (1987) – с Ален Дюпа
- Voyage au centre du pouvoir: la vie quotidienne à Matignon au temps de la cohabitation (1989)
- Toulouse-Lautrec: les lumières de la nuit (1991) – с Клер Фреш
- Le Poisson pourri par la tête (1992) – с Денис Джеамбар
- Le Caravage, peintre et assassin (1995)
- Art & Cie, collab. avec l'agence (2005) – с агенция „Artissimo & co“
- Il était une fois la Chine: 4500 ans d'histoire (2005)
Китай. Някога и сега, изд.: ИК „Изток-Запад“, София (2008), прев. Владимир Атанасов
- Quand les Chinois cesseront de rire, le monde pleurera (2007) – есе
- Zao Wou-Ki (2007)
- Les Dix Mille Désirs de l'Empereur (2009)
- Moi, Confucius (2013)
- Dictionnaire amoureux de la Chine (2013)
- Gengis Khan, l'homme qui aimait le vent (2015)

#### Серия „Ганди“ (Gandhi)
1. Je suis un soldat de la paix: biographie (2007)
2. Et l'Inde sera libre ! (2007)